# بوزان
بوزان (الكردية بۆزا) وهي إحدى القرى الايزدية التاريخية، تقع شمال الموصل 50 كم، تقع ضمن منطقة الشيخان وتتبع إداريا قضاء تلكيف ويوجد فيها مجموعة من المزارات الدينية الايزدية وأهمها Jivat أو Mahdar (المجلس) يذكر بانها القرية الوحيدة التي لم يتم هدمها من قبل الحكومة العراقية في السبعينات والثمانينات عندما أقدمت على ترحيل كل القرى الايزدية من على سفح واطراف جبل بيخير واسكانها في مجمعات قسرية في مناطق سهلية قريبة بسبب دعمهم للحركة الكردية. يضاف ان عدد سكانها يتراوح بين 8 إلى 10 آلاف نسمة. ويوجد فيها مدرستين للابتدائية وأخرى للثانوية، ويعد سهلها من السهول الزراعية الخصبة في المنطقة. حدث فيها توسع عمراني ملحوظ بعد عام 2003 الا انها لا تزال تعاني من نقص كبير في الخدمات الأساسية، كالشوارع المعبدة والماء والكهرباء، إذ لايوجد فيها حتى الآن أي مشفى صحي على الرغم من عدد سكانها الكبير. وفي زيارة لمحافظ دهوك إلى المنطقة في ربيع عام 2010 قرر استحداث بلدية فيها، إلا أن القرار لم ينفذ بعد.
تعد البئر المقدس (كانيى بوزا) أقدم بئر سطحية في قرية بوزان، كانت من المصادر الرئيسة للماء في القرية منذ مزار مقدس وتُقدّس من أبناء القرية التابعة لناحية القوش ومازلت تنعش فيها الماء في القرية منذ بداية القرية لكن تركت لتكون مركز تاريخي موثق.[بحاجة لمصدر]

## معرض الصور

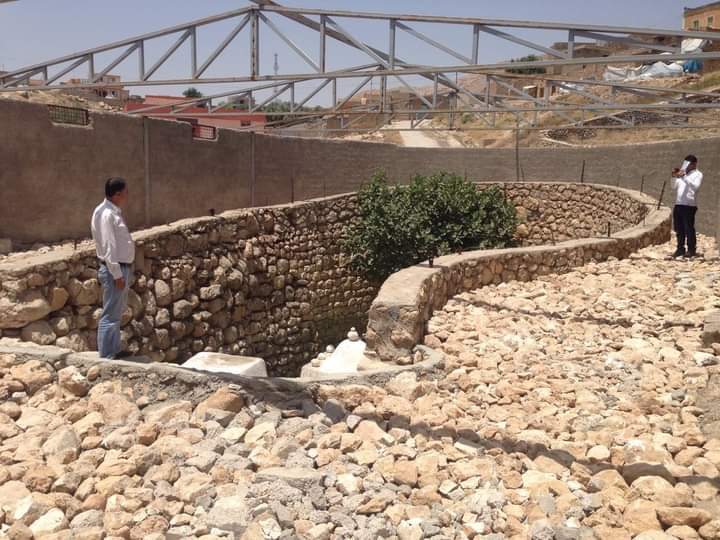
البئر المقدس (كانيى بوزا )
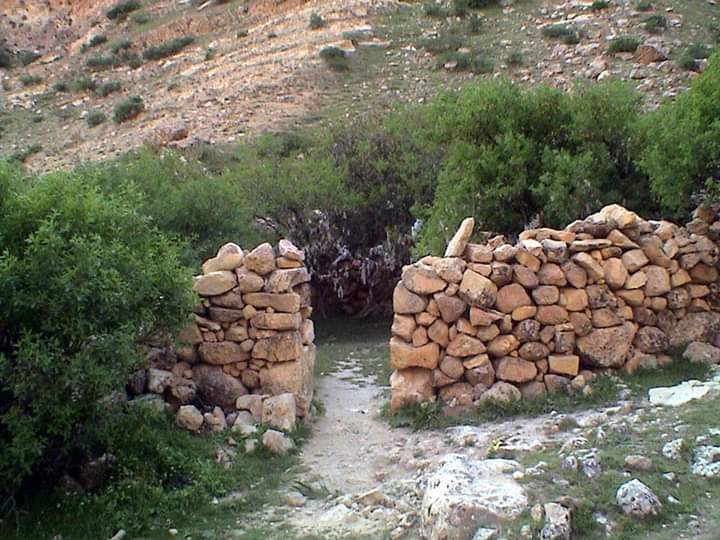
البئر المقدس في جبل بوزان